# Лацертид
Лацерти́д (об'єкт типу BL Lac) — клас позагалактичних зореподібних об'єктів із практично відсутніми емісійними лініями, один з класів активних ядер галактик. Іноді їх об'єднують разом із оптично активними квазарами в один клас — блазари.
Свою назву лацертиди отримали від джерела BL Ящірки (лат. BL Lacertae), яке спочатку вважали змінною зорею. Деякі інші представники цього класу (RW Tau, X Com, АР Lib) також були відомі як змінні зорі.
Наразі лацертиди ідентифікують з ядрами еліптичних галактик. Червоний зсув, визначений за емісійними лініями в спектрі лацертид та лініями поглинання в спектрі батьківських галактик, є однаковим і лежить у межах 0,03—1,7 z. Зокрема, червоний зсув для BL Lacertae становить 0,07, що відповідає відстані близько 280 Мпк.
Особливістю лацертид є значна змінність блиску з періодом від кількох діб до кількох років. Амплітуда змін в оптичному діапазоні може сягати 5m, тобто їх світність змінюється майже в 100 разів. Спостерігають також короткотермінові зміни блиску меншої амплітуди. Лацертиди мають потужне випромінювання в рентгенівському та радіодіапазоні, а також гамма-випромінювання. Випромінювання в радіо-, інфрачервоному та оптичному діапазоні лінійно поляризоване, ступінь поляризації змінюється з часом, досягаючи 50%, що дозволяє припустити його синхротронну природу.
Вважають, що лацертиди — це активні ядра галактик, релятивістський струмінь яких (джет) спрямовано прямо на спостерігача. Коли таку галактику спостерігати під іншим кутом, вона виглядатиме як квазар або радіогалактика.